# Nationalrat (Áustria)
O Nationalrat ou Conselho Nacional é uma das duas câmaras do Parlamento Austríaco e é normalmente referida  como a Câmara baixa. A Constituição nacional estipula que o Nationalrat tem bastante mais poder que o Bundesrat.

## Composição Atual
| Partido | Partido                  | Ideologia            | Espectro        | Mandatos | Status   |
| ------- | ------------------------ | -------------------- | --------------- | -------- | -------- |
|         | Partido Popular          | Democracia cristã    | Centro-direita  | 71 / 183 | Governo  |
|         | Partido Social-Democrata | Social-democracia    | Centro-esquerda | 40 / 183 | Oposição |
|         | Partido da Liberdade     | Populismo de direita | Direita         | 30 / 183 | Oposição |
|         | Os Verdes                | Política verde       | Centro-esquerda | 26 / 183 | Governo  |
|         | NEOS - A Nova Áustria    | Liberalismo          | Centro          | 15 / 183 | Oposição |
|         | Independentes            | -                    | -               | 1 / 183  | Oposição |